# Okręg wyborczy Winchelsea
Okręg wyborczy Winchelsea powstał w 1366 r. i wysyłał do angielskiej, a następnie brytyjskiej, Izby Gmin dwóch deputowanych. Okręg obejmował portowe miasto Winchelsea (jeden z Pięciu Portów). Został zlikwidowany w 1832 r.

## Deputowani do brytyjskiej Izby Gmin z okręgu Winchelsea

### Deputowani w latach 1366–1660
- 1449–1450: John Greenford
- 1572: Richard Barry
- 1601: Moyle Finch
- 1604–1611: Adam White
- 1621–1622: Thomas Finch
- 1621–1622: Edward Nicholas
- 1626: Roger Twysden
- 1628: William Twysden
- 1640–1641: Nicholas Crisp
- 1640–1642: John Finch
- 1641–1644: William Smith
- 1645–1648: Henry Oxenden
- 1645–1648: Samuel Gott
- 1659: John Busbridge
- 1659: Robert Fowle

### Deputowani w latach 1660–1832
- 1660–1661: William Howard
- 1660–1661: Samuel Gott
- 1661–1666: Nicholas Crisp
- 1661–1678: Francis Finch
- 1666–1681: Robert Austen
- 1678–1678: John Banks
- 1678–1689: Cresheld Draper
- 1681–1685: Stephen Lennard
- 1685–1689: Charles Middleton, 2. hrabia Middleton
- 1689–1696: Robert Austen
- 1689–1698: Samuel Western
- 1696–1698: George Chute
- 1698–1701: John Hayes
- 1698–1701: Robert Bristow
- 1701–1701: Thomas Newport
- 1701–1702: John Hayes
- 1701–1702: Robert Austen
- 1702–1705: George Clarke
- 1702–1708: James Hayes
- 1705–1708: George Dodington
- 1708–1713: Francis Dashwood
- 1708–1738: Robert Bristow
- 1713–1715: George Dodington
- 1715–1722: George Bubb
- 1722–1727: Thomas Townshend
- 1727–1728: John Scrope
- 1728–1728: Archer Croft
- 1728–1734: Peter Walter
- 1734–1741: Edmund Hungate Beaghan
- 1738–1741: Robert Bristow
- 1741–1747: Arthur St Leger, 3. wicehrabia Doneraile
- 1741–1759: Thomas Orby Hunter
- 1747–1754: John Mordaunt
- 1754–1761: Arnold Nesbitt
- 1759–1760: George Gray
- 1760–1770: Thomas Orby Hunter
- 1761–1761: Percy Wyndham-O’Brien
- 1761–1768: Thomas Sewell
- 1768–1774: Percy Wyndham-O’Brien
- 1770–1775: Arnold Nesbitt
- 1774–1774: William Nedham
- 1774–1784: Charles Wolfran Cornwall
- 1775–1780: William Nedham
- 1780–1790: John Nesbitt
- 1784–1790: William Nedham
- 1790–1792: William Vane, wicehrabia Barnard
- 1790–1796: Richard Barwell
- 1792–1794: Frederick Fletcher-Vane
- 1794–1796: John Hiley Addington
- 1796–1802: William Currie
- 1796–1802: William Devaynes
- 1802–1806: Robert Ladbroke, wigowie
- 1802–1806: William Moffat, wigowie
- 1806–1807: Frederick Fletcher-Vane, wigowie
- 1806–1816: Calverley Bewicke, wigowie
- 1807–1812: Oswald Mosley, wigowie
- 1812–1815: William Vane, wigowie
- 1815–1830: Henry Brougham, wigowie
- 1816–1818: Henry Vane, wicehrabia Barnard, wigowie
- 1818–1820: George Galway Mills, wigowie
- 1820–1823: Lucius Concannon, wigowie
- 1823–1826: William Leader, wigowie
- 1826–1830: Henry Grey, wicehrabia Howick, wigowie
- 1830–1832: John Williams, wigowie
- 1830–1831: Henry Dundas, torysi
- 1831–1831: Stephen Lushington, wigowie
- 1831–1832: James Brougham, wigowie